# كريس هاريس (لاعب كريكت)
كريس هاريس (20 نوفمبر 1969 بكرايستشرش في نيوزيلندا - ) (بالإنجليزية: Chris Harris) هو لاعب كريكت نيوزلندي. شارك في دورة ألعاب الكومنولث 1998. وشارك مع منتخب نيوزيلندا الوطني للكريكت. أما مع النوادي، فقد لعب مع نادي مقاطعة ديربيشاير للكريكت ‏ ونادي مقاطعة غلوستر للكريكت ‏ وفريق كانتربري للكريكت ‏.

## وصلات خارجية
- كريس هاريس على موقع إي آس بي آن كريك إنفو (الإنجليزية)